# ميك فيرغسون
ميك فيرغسون (بالإنجليزية: Mick Ferguson)‏ (3 أكتوبر 1954 بنيوكاسل أبون تاين في المملكة المتحدة - ) هو لاعب كرة قدم بريطاني في مركز الهجوم. لعب مع برايتون أند هوف ألبيون وبرمنغهام سيتي وكوفنتري سيتي وكولتشستر يونايتد ونادي إيفرتون ونادي ويلدستون لكرة القدم.